# Ingeborg Wikander
Sigrid Klara Ingeborg Wikander, född 22 februari 1882 i Stockholm, död 14 april 1941 i Uppsala, var en svensk missionär och författare. Hon var en betydelsefull person i det tidiga 1900-talets svenska kristna student- och gymnasiströrelse och fortsatte sedan sitt kristna arbete som missionär i Kina.

## Biografi

### Sverige
Ingeborg Wikander var den tredje i en skara på åtta syskon. Fadern, Ture Wikander, var postmästare. Familjen flyttade flera gånger under Ingeborg Wikanders uppväxtår. År 1901 tog hon studentexamen vid Åhlinska skolan i Stockholm. En av skolans ledare, Lydia Wahlström, hade då satt henne i kontakt med den kristna studentvärldsrörelsen, något som skulle komma att vara av stor betydelse i hennes fortsatta liv.
Efter att ha deltagit i studentmötet på Läckö 1901 kom Ingeborg Wikander som nybliven student till Uppsala och anslöt sig där till en kristen studentkrets. Hon blev snart kvinnlig styrelserepresentant i det nybildade Kristliga studentförbundet och deltog i det Fischerska matlaget där flera av studentförbundets medlemmar var med. Tillsammans med vännen Siri Dahlquist och andra kvinnliga studenter lade hon grunden till det som 1908 blev Den kvinnliga kristliga gymnasiströrelsen. I detta arbete mötte hon också Ruth Rouse, den betydelsefulla företrädaren för Kristliga Studentvärldsförbundet, med vilken en livslång vänskap utvecklades. I Uppsala lades också grunden för Ingeborg Wikanders fortsatta arbete genom såväl Harald Hjärnes intresse för Asien och Nathan Söderbloms religionskritiska föreläsningar som hennes egen språkbegåvning. År 1904 tog hon filosofie kandidatexamen och flyttade till Kristianstad, där familjen då bodde, för att arbeta som lärare på Kristianstad Flickskola.
År 1903 hade Ingeborg Wikander varit med och grundat Svenska Kvinnors Missionsförening (SKMF) och tre år senare, 1906, efterträdde hon Elin Nordin-Silén som dess sekreterare. Strax därefter reste hon på en drygt tre månader lång resa för SKMF till Indien, Japan, Kina, och Amerika. I Sydindien besökte hon Svenska kyrkans missions arbetsfält. Därefter var hon en av fyra svenska representanter på studentvärldskonferensen i Tokyo 1907. Resan resulterade bland annat i flera skrifter, framför allt boken Ur Japans inre liv, 1910. Hon påverkades vidare av John Motts förkunnelse under hans besök i Sverige 1909 och av folkkyrkotanken, som förespråkades i ungkyrkorörelsen. I denna rörelse var Ingeborg Wikanders vän, grundaren till Sigtunastiftelsen, Manfred Björkquist, en av ledarna. Ytterligare en jordenruntresa 1913 stärkte Ingeborg Wikanders intresse för missionens sak.
Ingeborg Wikander kom allt mer att engagera sig för socialt arbete bland unga kvinnor och arbetade särskilt för att kvinnliga arbetare och studenter skulle få tillfälle att mötas. Hon var med om att arrangera sommarmöten för arbeterskor och studentskor och ur dessa möten, inspirerade bland annat av settlementsrörelsen, växte det som kom att kallas stugrörelsen fram. Genom detta arbete kom hon att intressera sig för Kristliga föreningen av unga kvinnors (KFUK) verksamhet. Tillsammans med Märta André anställdes hon för att hålla i verksamheten på Gårdabo, en KFUK-gård i Göteborg, och tillsammans bildade de där också en stugförening. Men snart ledde KFUK-arbetet Ingeborg Wikander vidare utomlands som missionär.

### Kina
Avresan till Kina gick från Göteborg våren 1916. Efter överfarten till New York korsade Ingeborg Wikander kontinenten under en sex veckor lång rundresa arrangerad av Young Women’s Christian Association (YWCA). Från San Francisco gick båten vidare mot Kina. Det första halvåret vistades Ingeborg Wikander på kinesiska YWCA:s högkvarter i Shanghai, och bodde tillsammans med bland andra generalsekreteraren för kinesiska YWCA, Grace Coppock. Därifrån flyttade hon tillsammans med sin språklärare till Nanjing för att studera vidare och inkvarterades på det nystartade Ginling College. Efter ett år i Nanjing flyttade hon till Changsha, där hon hade i uppdrag att etablera en ny YWCA-förening. Denna grundades 1919 med en styrelse bestående av kinesiska kvinnor och med Ingeborg Wikander som generalsekreterare. Under de kommande åren drev hon verksamheten i nära samarbetade med kinesiska sekreterare och styrelser, hyresvärdinnan Zuo, samt ytterligare missionssekreterare, bland andra svenskarna Ruth Nathorst och Willy Stenfelt.
Efter fem år i Kina återvände Ingeborg Wikander 1921 tillfälligt till Sverige. Hon ägnade då mycket tid åt att resa runt och föreläsa, men hann också med att skriva två böcker, Studier och bilder från det nya Kina, 1922, och Fem år i Kina, 1923. I den förstnämnda diskuterade hon särskilt kvinnans förändrade roll i Kina och i den andra stod hennes egna erfarenheter från de första åren i fokus. Efter ungefär ett år i Sverige begav hon sig tillbaka till Kina. Hon avböjde förfrågan om att leda KFUK:s nationella studentarbete och valde i stället att fortsätta sitt arbete i Changsha. Som generalsekreterare för KFUK-arbetet i Changsha upptogs Ingeborg Wikanders tid av administration och samordningsarbete, men utöver detta kom hon särskilt att engagera sig i stadens fattigvårdsarbete. I början av 1927 lämnade Ingeborg Wikander Kina och efter ett besök hos Svenska kyrkans mission i Sydindien på vägen återvände hon till Sverige för gott.

### Sista åren
Efter hemkomsten till Sverige tog hon över posten som förbundssekreterare för svenska KFUK, en post hon hade till och med 1931. De kommande åren ägnade hon åt socialt arbete och etablerade bland annat en hemgård i Uppsala där Birkagården i Stockholm stod modell. Hon publicerade också boken Sökare efter Gud, 1932.
Ingeborg Wikander avled 1941 efter en kort tids sjukdom. Hon är gravsatt på Gamla kyrkogården i Uppsala.